# Критерии на Шумахер
Критериите на Шумахер са диагностични критерии за множествена склероза (МС).
МС, като състояние на централната нервна система (ЦНС), може да бъде доста трудна за диагностициране, тъй като много от признаците и симптомите ѝ са сходни с тези на други клинични състояния. Поради тази причина медицински организации са създали критерии, въз основа на които диагностицирането да се улесни и стандартизира особено в ранните етапи от болестта. Критериите на Шумахер са първите международно използвани, като заложената концепция се използва все още като клинично определена множествена склероза (КОМС).
Често е излагано мнението, че единственото абсолютно доказателство за диагноза МС е аутопсията и в някои случаи биопсия, при която се установяват лезии характерни за МС посредством специални хистопатологични техники.

## История
В исторически аспект първият използван набор от критерии са критериите на Шумахер. Понастоящем изследването на ликвора при лумбална пункция може да даде доказателства за наличие на хронично възпаление на ЦНС. Установяването на олигоклонални клъстери от имуноглобулин G IgG чрез електрофореза, които са маркери за възпаления при 75 – 85% от пациентите с МС, също е доказателство, но по времето на формулирането на критериите тези тестове, както и ЯМР, не са били приложими.
Най-често използваните методи за диагностициране към времето на създаване на критериите на Шумахер са били индуцираните потенциали. Нервната система на болни от МС реагира по-слабо при стимулация на оптичния нерв и сетивните нерви поради демиелинизацията им. Тези мозъчни реакции се измерват посредством визуалния индуциран потенциал и сетивния индуциран потенциал.
По тази причина само клиничните данни сами по себе си са били използвани за диагностициране на МС. Шумахер и колектив предлагат три класификации въз основа на клиничните наблюдения: клинично определена МС, вероятна МС и възможна МС.

## Критерии
За да се постави диагноза клинично определена МС са необходими:
1. Клинични признаци за проблем в ЦНС.
2. Доказателство за засягане на две или повече области на ЦНС.
3. Доказателство за засягане на бялото мозъчно вещество.
4. Едно от посочените: два или повече рецидива (всеки с продължителност ≥ 24 часа раздалечени във времето от поне 1 месец) или влошаване (бавно или стъпаловидно).
5. Пациента трябва да е на възраст между 10 и 50 години.
6. Няма по-добро обяснение за признаците и симптомите на пациента.

Последното условие „няма по-добро обяснение за признаците и симптомите“, е било силно критикувано, но се използва все още дори и в новите критерии на Макдоналд под формулировката: „няма по-добро обяснение за резултатите при ЯМР“

## Влияние
По-късно критериите на Шумахер са заменени от тези на Позер и Макдоналд.. Критериите на Позер въвеждат олиголоналните клъстери в ЦНС като критерий, докато критериите на Макдоналд са фокусирани върху наличието на клинични, лабораторни и радиологични данни за наличие на демиелинизация. Всички по-късни критерии са силно повлияни от изначалната работа на Шумахер.